# Tourismus in den Niederlanden

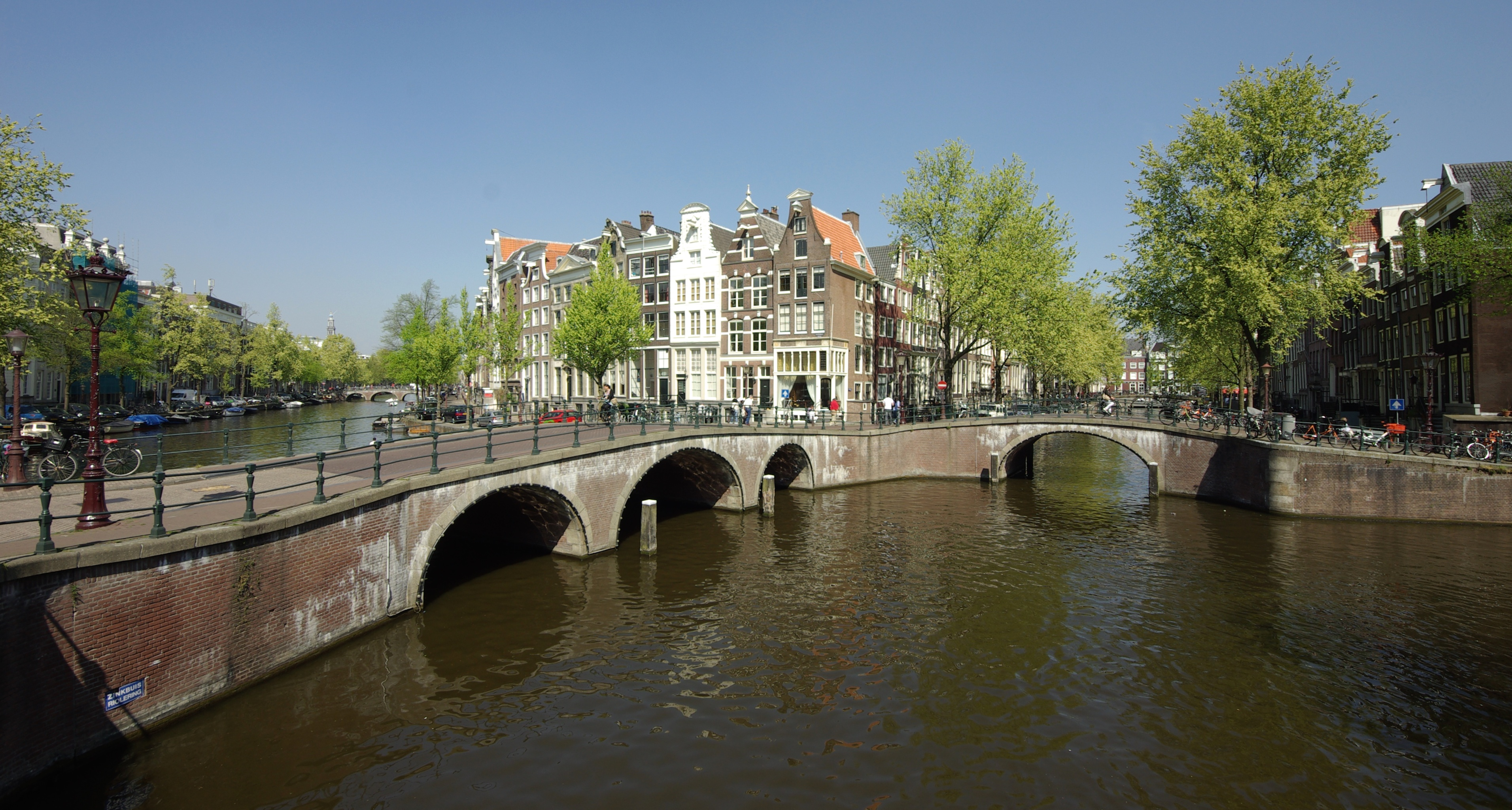
Ecke Keizersgracht/Leidsegracht mit den in Amsterdam typischen, verhältnismäßig hohen Gebäuden

Die Niederlande sind ein beliebtes Ziel für Touristen. Hauptattraktionen sind die Windmühlen, die Blumenzwiebelfelder, verschiedene Museen und die Städte, besonders beliebt ist unter anderem Amsterdam. Jedes Jahr besuchen über drei Millionen deutsche Touristen die Niederlande. Im Travel and Tourism Competitiveness Report 2017 des World Economic Forum belegt das Land Platz 17 unter 136 Ländern.

## Reiseziele

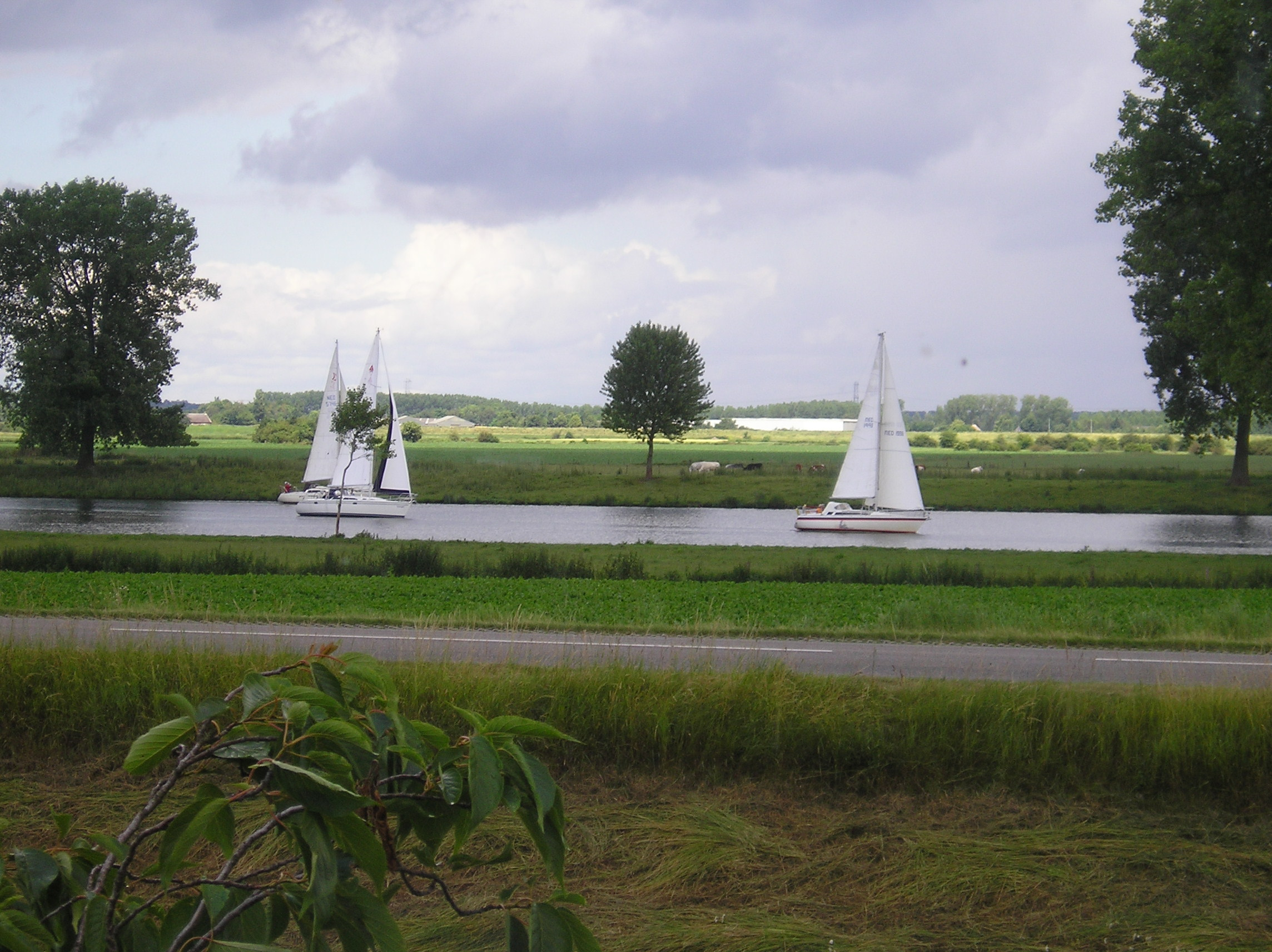
Segelboote auf der Maas bei Grave

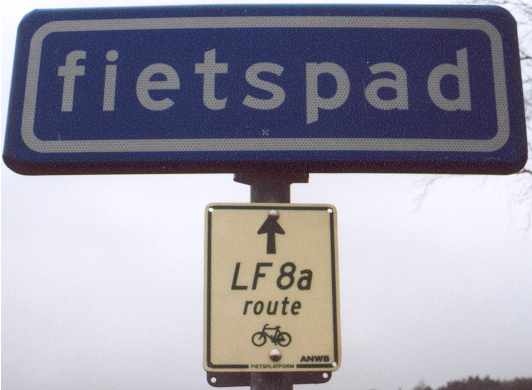
Routenschild LF 8a der Landelijke Fietsroutes

### Städte
Die Metropole Amsterdam ist für ihre Architektur, Grachten, Multikulturalität und ihr Nachtleben (u. a. De Wallen, Rembrandt- und Leidseplein) bekannt. Rotterdam ist insbesondere für seine Kunstmuseen und Galerien bekannt. In Den Haag, dem niederländischen Regierungssitz und Königsresidenz, finden sich zahlreiche Sehenswürdigkeiten, u. a. der Binnenhof (Parlamentssitz), das Paleis Noordeinde und der Internationale Gerichtshof. Alkmaar ist insbesondere durch den seit 1622 abgehaltenen Käsemarkt (niederländisch Alkmaarse Kaasmarkt) berühmt geworden. Die ehemalige Königsresidenz Apeldoorn (Het Loo) an der Ferienstraße Oranier-Route ist auch heute noch ein touristischer Anziehungspunkt. Die Stadt Maastricht bietet viele Sehenswürdigkeiten und ist Austragungsort zahlreicher Konferenzen, Tagungen und Veranstaltungen. Maastricht ist weiter eine Karnevalshochburg. Das Fest zieht jedes Jahr viele Touristen an und ist daher von großer kultureller und wirtschaftlicher Bedeutung. Leiden besitzt einige Museen von internationaler Bedeutung. Emmen ist für  Veranstaltungen wie das Full Color Festival, den größten Tierpark der Nordniederlande (Wildlands) sowie das Freilichtmuseum „Nationaal Veenpark“ bekannt. Am Südrand der Gemeinde Emmen erstreckt sich zudem der Internationale Naturpark Bourtanger Moor-Bargerveen.
Von großer Bedeutung sind die niederländischen Nationalmuseen (Rijksmuseum). Ein weiterer Anziehungspunkt sind die in zahlreichen Städten vertretenen Holland Casinos. Ebenso ziehen die zahlreichen niederländischen Freizeitparks viele Touristen an (u. a. Efteling bei Tilburg, Attractiepark Slagharen in Slagharen und Duinrell in Wassenaar).
Amsterdam (Heineken Experience), Tilburg (Niederländisches Textilmuseum), Haarlemmermeer (Dampfschöpfwerk De Cruquius) und Enschede (Twentse Welle) liegen auf der Europäischen Route der Industriekultur.
Außer Amsterdam ziehen vor allem die grenznahen Städte Drogentouristen aus den Nachbarländern und der ganzen Welt an. Grund dafür ist die liberale Drogenpolitik der Niederlande, die so genannte Coffeeshops ermöglicht.

### Nordsee
Die Niederlande besitzen eine lange Küste mit Sandstränden an der Nordsee, das IJsselmeer und die Veluwerandmeere – Segelgebiete mit kleinen typisch niederländischen Städten wie Elburg und Harderwijk. Die Provinz Friesland, mit eigenen Traditionen und einer eigenen Sprache, hat dem Wassersportler Seen und dem Kulturliebhaber malerische Kleinstädte zu bieten.

### Flüsse und Kanäle
Die Niederlande sind zum Fahrradfahren, Segeln und im Winter auch Eislaufen geeignet. Das flache Land ist von Kanälen durchzogen wie z. B. dem Amsterdam-Rhein-Kanal, man findet Windmühlen, kleine Dörfer, viele Flüsse wie Rhein, Waal, IJssel, Maas oder Schelde. Auf ca. 8.000 km Wasserwegen kann das Land mit Motor- oder auch Segelbooten (z. B. Staande Mastroute) befahren werden. Das Radwegenetz Landelijke Fietsroutes lädt zum Fahrradtourismus ein.

### Nationalparks

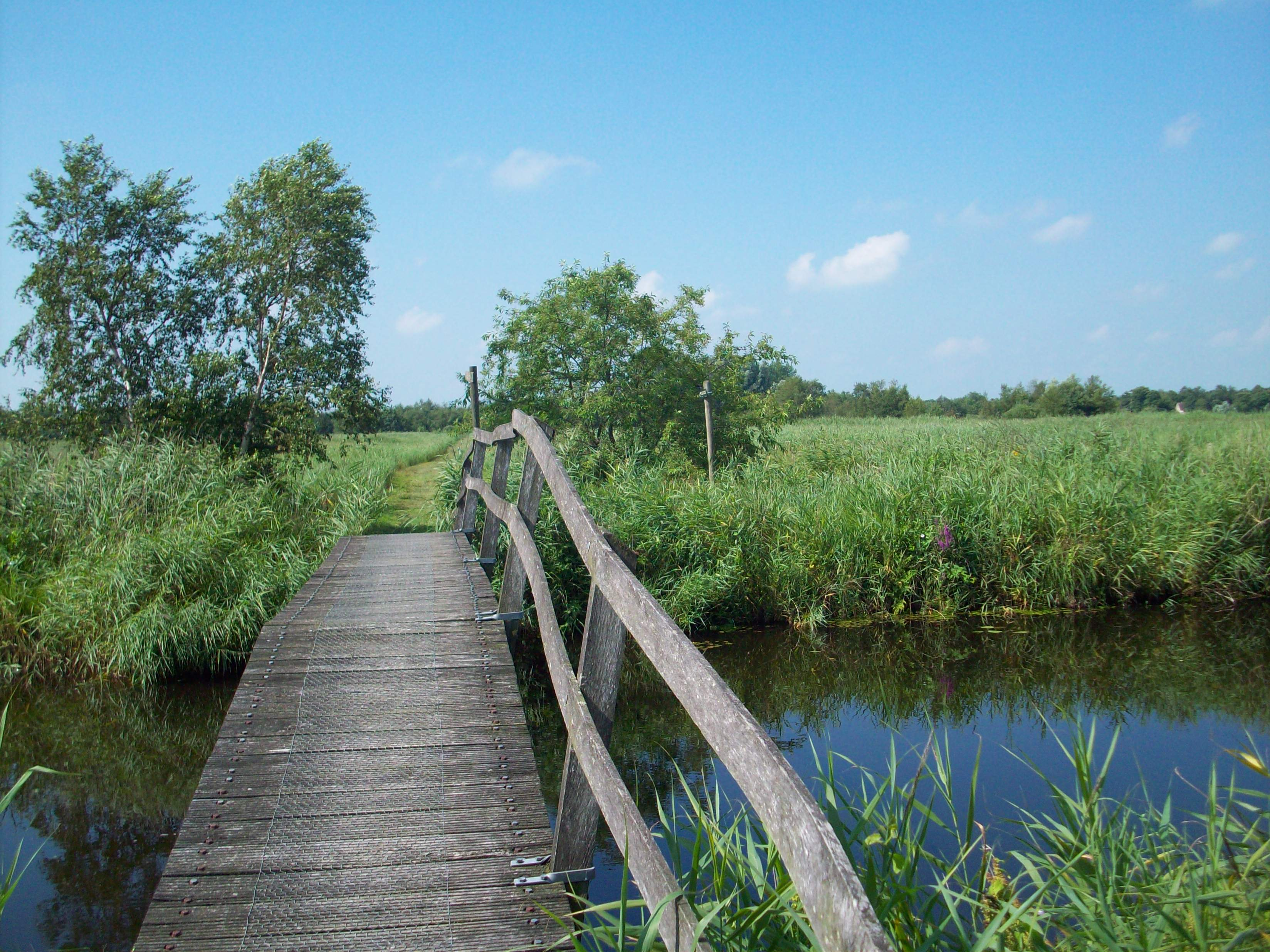
Nationalpark De Alde Feanen

Die Niederlande haben 20 Nationalparks mit einer Fläche von rund 132.000 ha. Einige davon sind:
- Nationalpark Hoge Veluwe (ndl. Nationaal Park De Hoge Veluwe)
- Nationalpark De Meinweg (ndl. Nationaal Park De Meinweg)
- Nationalpark De Groote Peel (ndl. Nationaal Park De Groote Peel)
- Nationalpark De Maasduinen (ndl. Nationaal Park De Maasduinen)
- niederländisch-deutscher Naturpark Maas-Schwalm-Nette

Aber auch außerhalb dieser Parks gibt es viele Wandermöglichkeiten, unter anderem die Fernstrecke Pieterpad, die das Land von Norden nach Süden durchquert.
Vor allem die Provinzen Noord-Brabant, mit der weltberühmten „Efteling“ und Gelderland, haben in dieser Hinsicht viel zu bieten. Die größten Zoos sind in Emmen (Wildlands), Arnheim (Burgers’ Zoo), Amsterdam (Artis) und Rotterdam (Diergaarde Blijdorp).

## VVV

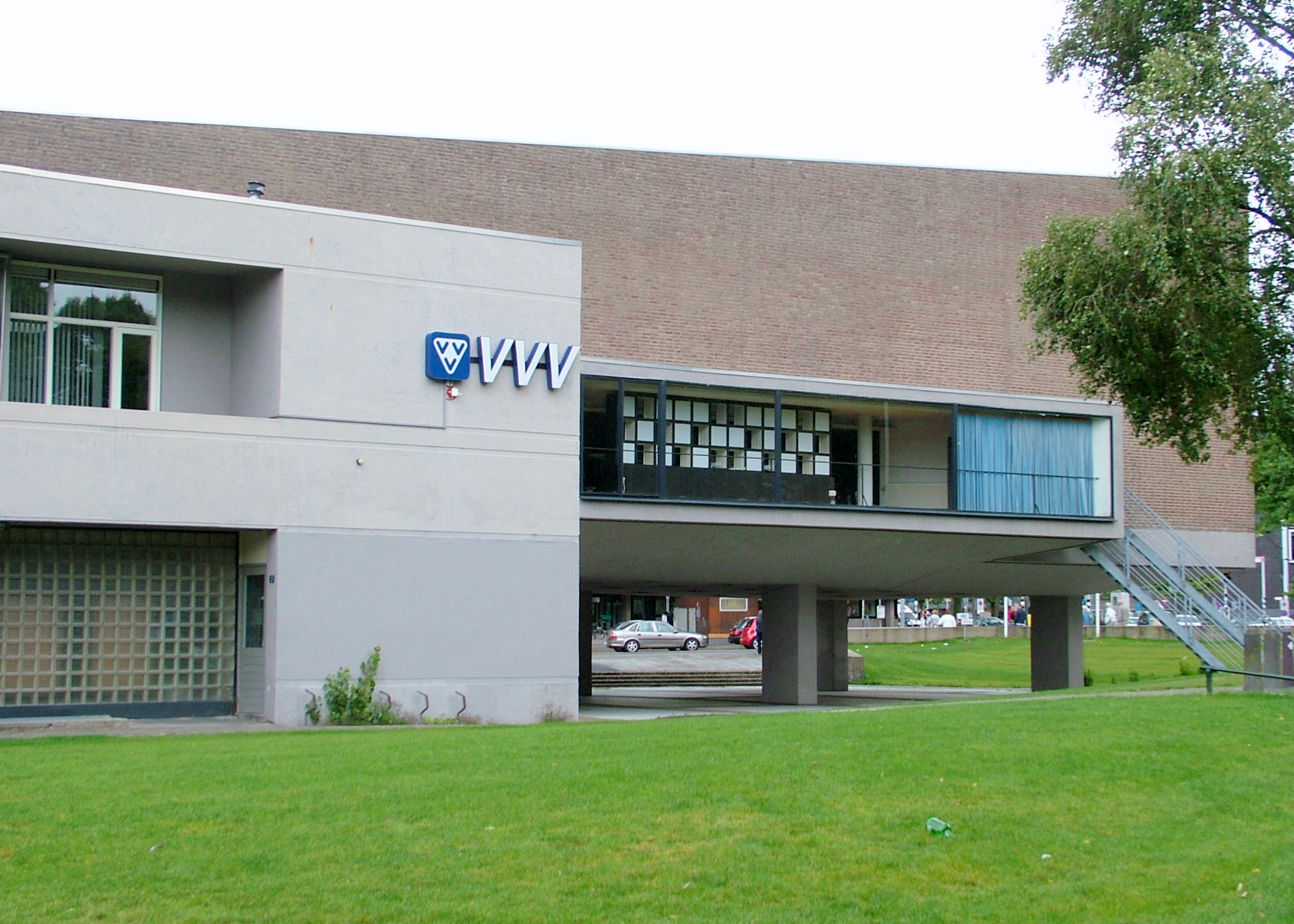
VVV in Nijmegen

Die Fremdenverkehrsvereine der Niederlande heißen Vereniging voor Vreemdelingenverkeer (VVV). Da manche VVVs von Ehrenamtlichen betrieben und über Spenden finanziert werden, sind sie nicht immer erreichbar. In kleineren VVVs ist oft gratis Internet verfügbar.

## Küche
Die niederländische Küche ist im Allgemeinen einfach und deftig. Besucher können z. B. niederländische Pfannkuchen („pannenkoeken“) probieren, entweder mit Fleisch, holländischem Käse oder mit Sirup („stroop“). Ebenfalls bekannt sind die Niederlande für ihr Fastfood wie bspw. die Frikandel. Dazu wird gerne niederländisches Bier wie Grolsch oder Heineken gereicht.
Restaurants gibt es in Hülle und Fülle, von vornehm und luxuriös über chinesisch-indisch (durch die ehemalige Kolonie Niederländisch-Indien) bis hin zu den bekannten Schnell-Imbissen („Snackbars“).

## Galerie

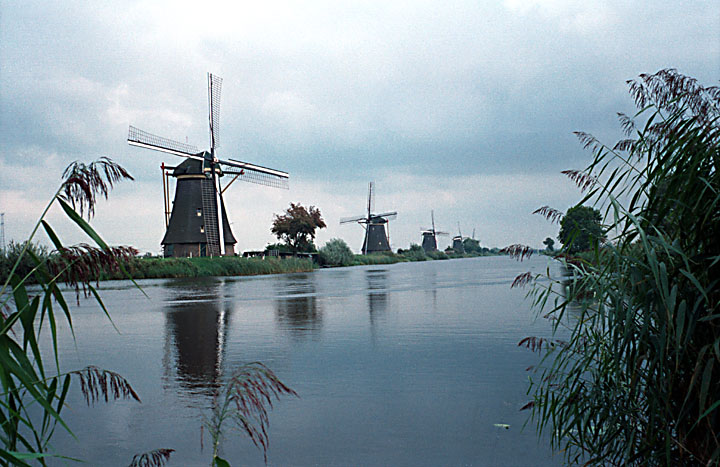
Windmühlen bei Kinderdijk
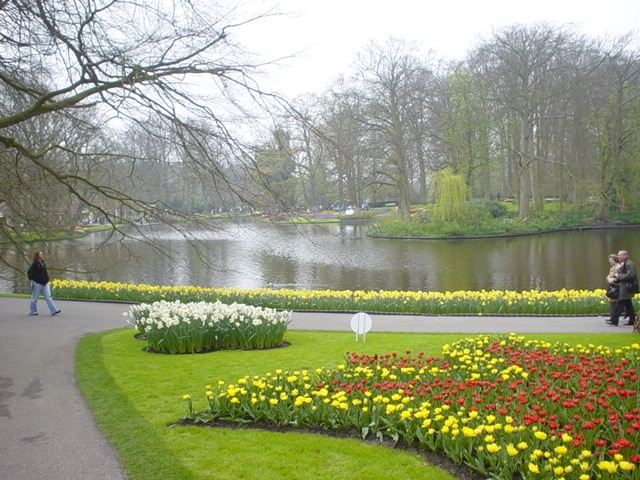
Keukenhof bei Lisse
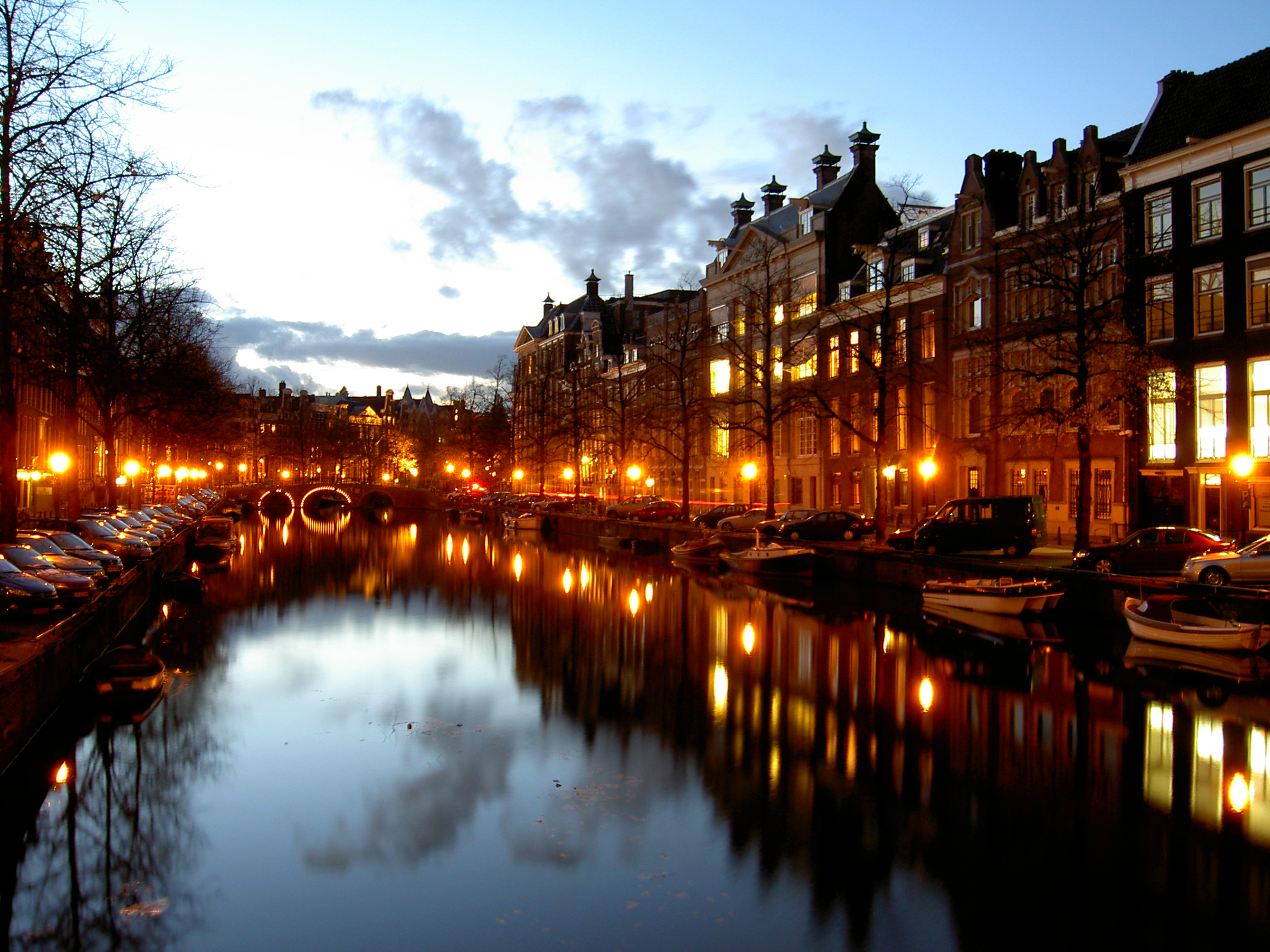
Abendliche Ansicht einer Gracht in Amsterdam
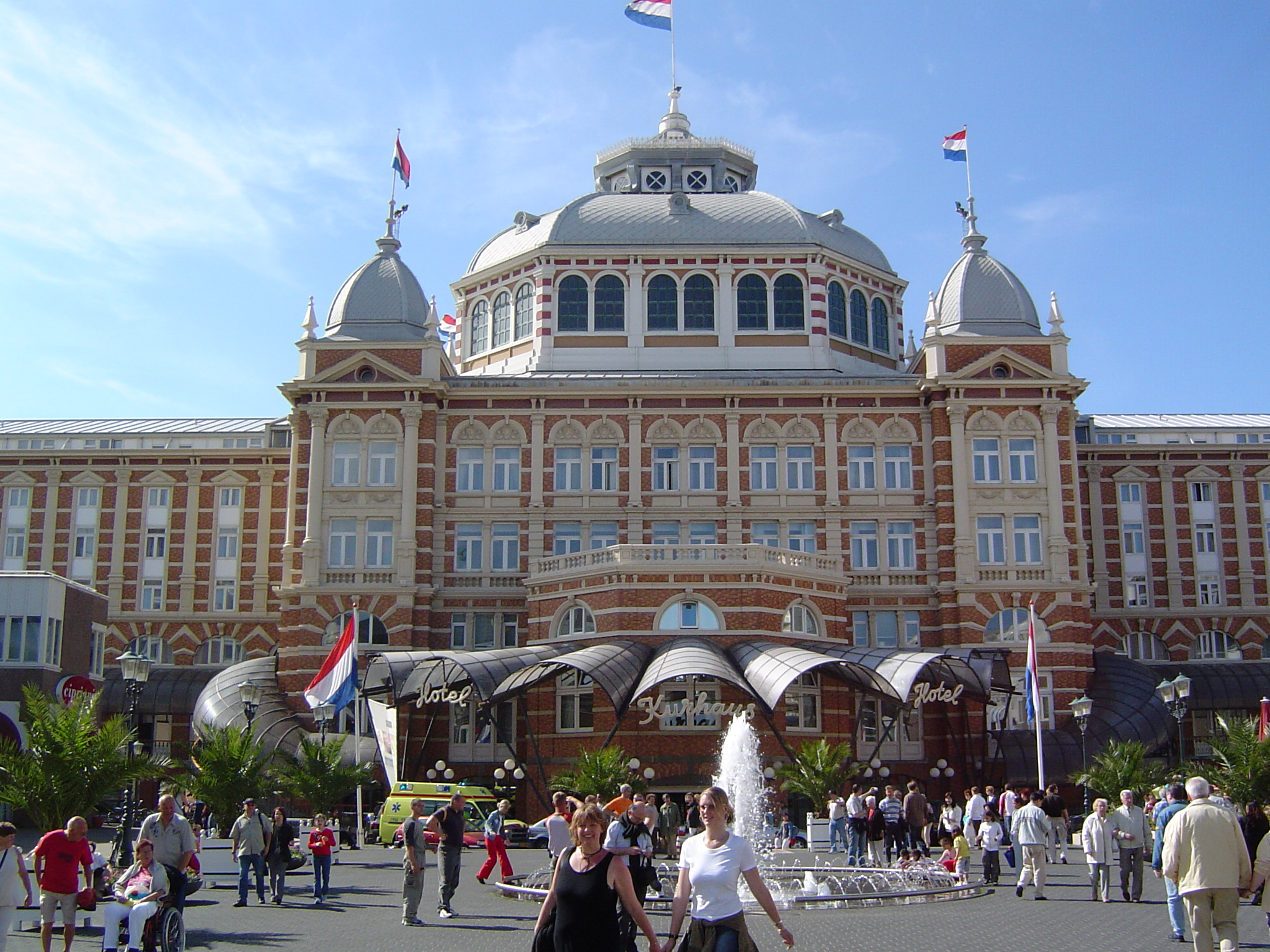
Kurhaus Scheveningen
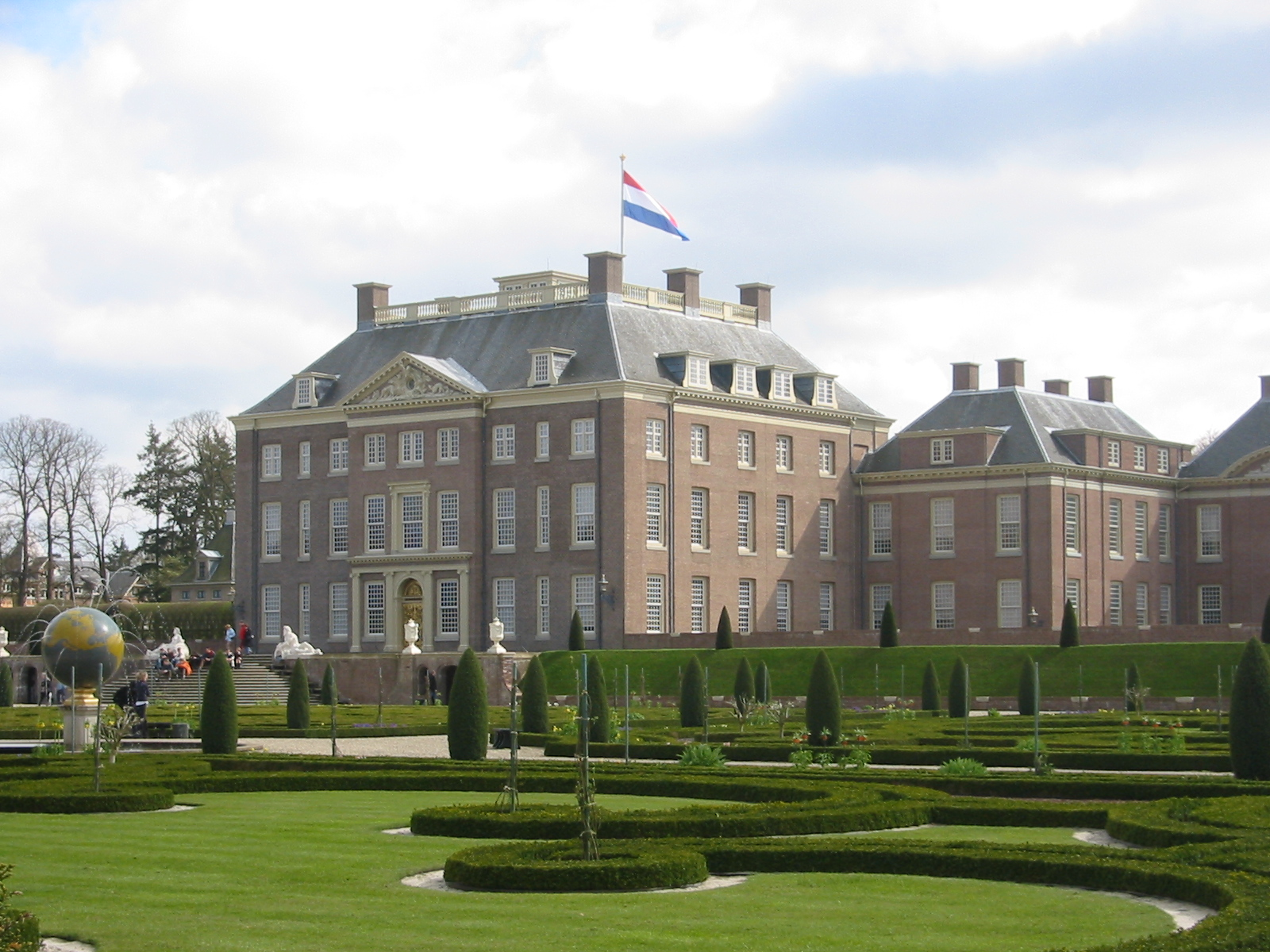
Königsschloss Het Loo, bei Apeldoorn
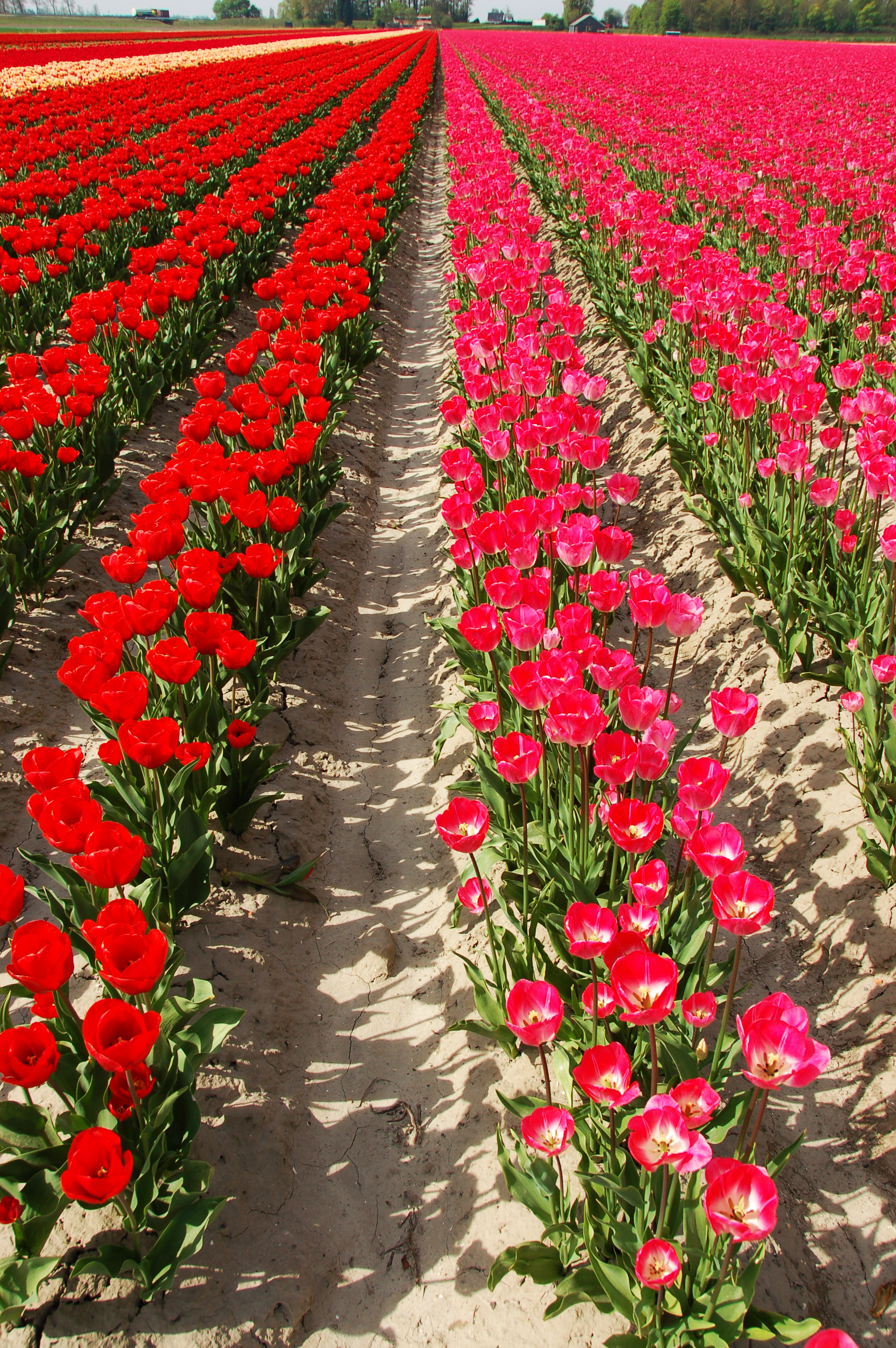
Tulpenfeld in Middelharnis
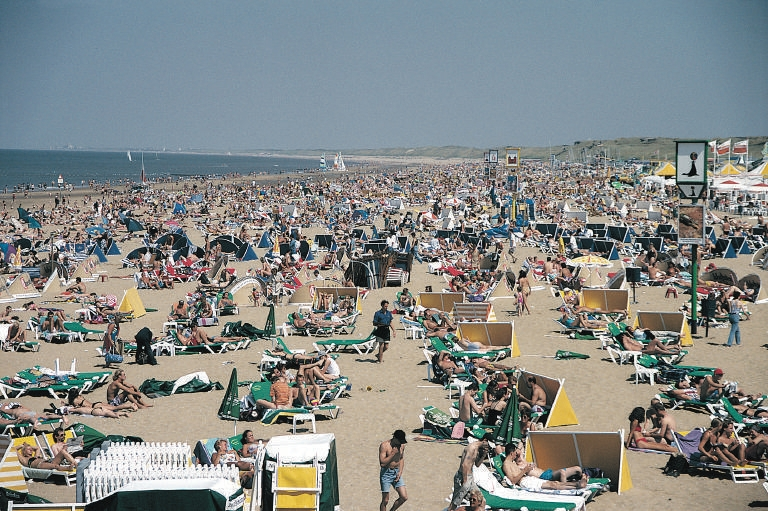
Bevölkerter Strand in Scheveningen
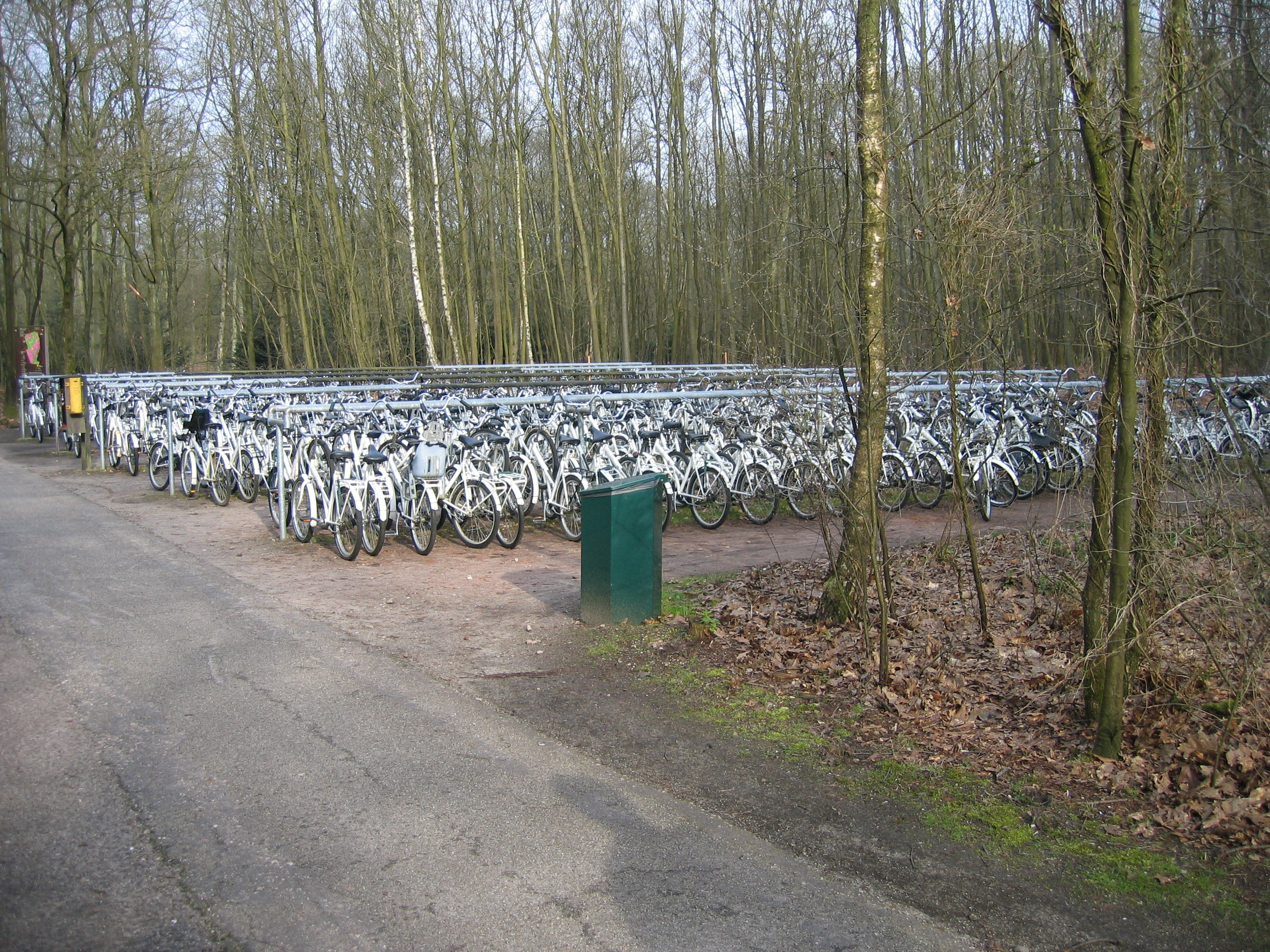
Fahrradständer mit Leihrädern (De Hoge Veluwe)
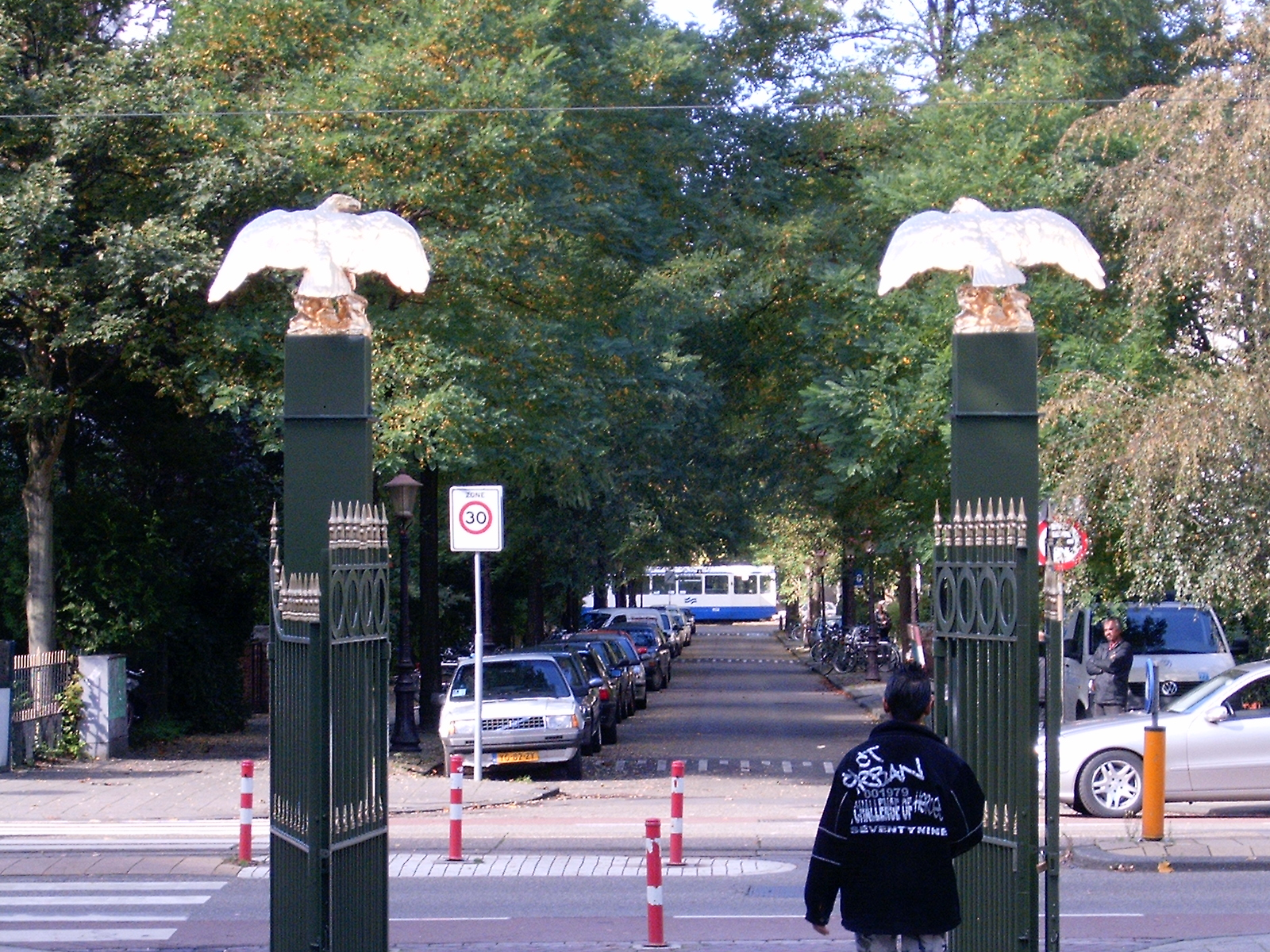
Eingang des Amsterdamer Zoos